# Elliot Lindberg
Elliot Lindberg, född 13 mars 1992, är en svensk före detta fotbollsspelare (försvarare). Under sin karriär spelade han för bland annat Brommapojkarna och Väsby United.

## Karriär
Lindbergs moderklubb är Bollstanäs SK. Som 12-åring gick han till Brommapojkarna. Inför säsongen 2010 flyttades Lindberg upp i A-laget. Han gjorde allsvensk debut säsongen 2010.
Säsongen 2011 lånades Lindberg ut till Valsta Syrianska IK. Säsongen 2012 spelade han för division 1-klubben Väsby United.
2019 tillträdde Elliot som regionchef på byggvaruhandlaren Byggmax.